# ダイヤモンドフェリー

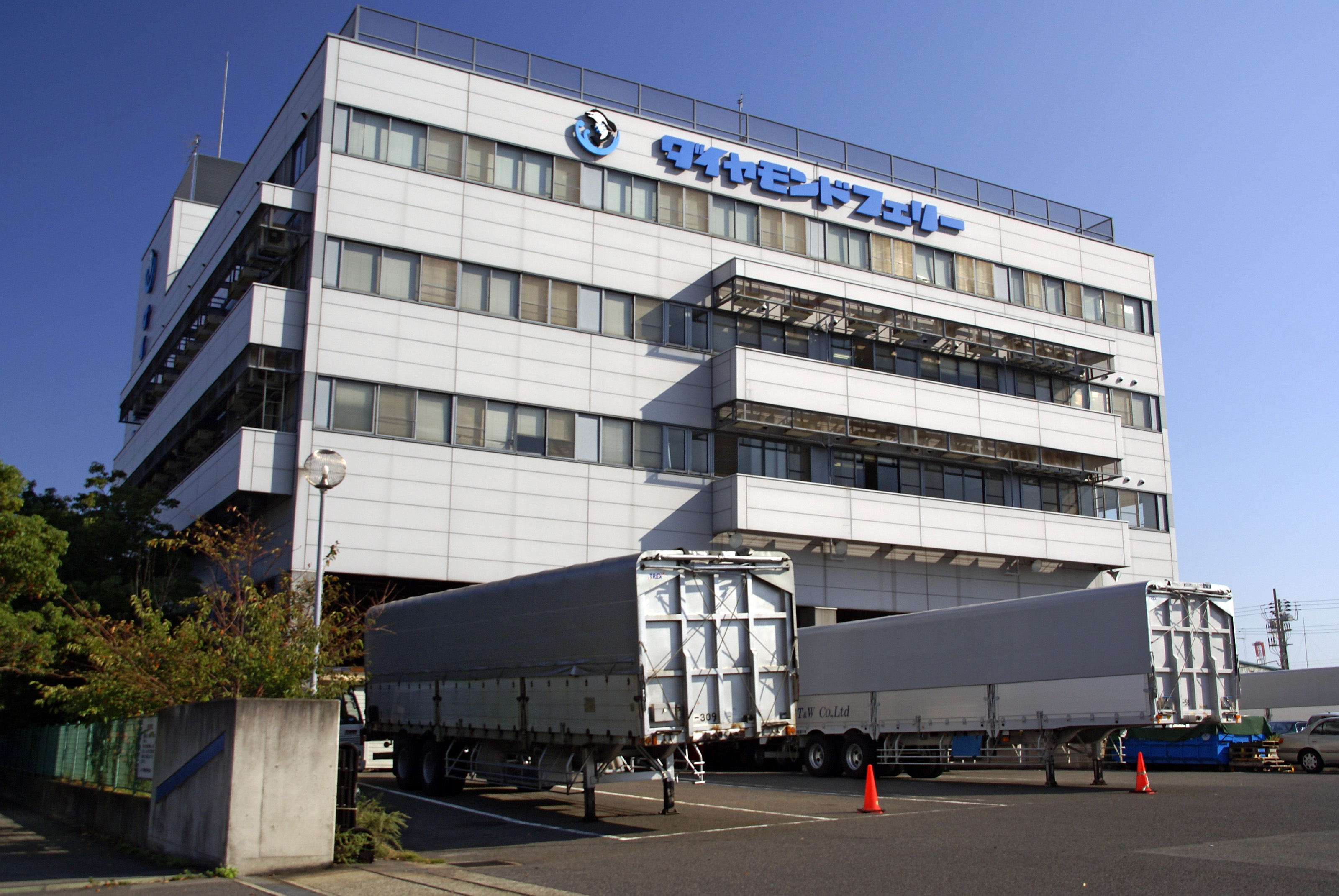
神戸本部 - 六甲アイランド

株式会社ダイヤモンドフェリー（英名：The Diamond Ferry Co., Ltd.）は、かつて存在した海運会社である。
阪神地区から大分・志布志（鹿児島県）へのフェリーを運航していた。商船三井系列となった後、2009年9月に完全子会社となった。同年10月、営業部門を同じ商船三井系列の関西汽船とともにフェリーさんふらわあへ移管したのち、2011年10月1日に関西汽船とともにフェリーさんふらわあに合併した。

## 沿革
- 1968年（昭和43年）5月20日：阪神地区の内航船会社や寄港地となる大分と愛媛の企業代表者10名を発起人として九四阪神フェリー株式会社を設立[1]。
- 1969年（昭和44年）5月27日： 株式会社ダイヤモンドフェリーに社名変更。
- 1970年（昭和45年）
  - 2月： 阪九フェリーに続き、日本で2番目の長距離フェリー航路として神戸 - 大分航路を開設し、第1船「フェリーゴールド」が就航[1]。
既存の関西汽船による純客船航路との過当競争を防ぐべく[2]、車なしの一般徒歩客は乗船することができず車両付きの旅客のみを扱った[1]。
  - 3月： 神戸 - 大分航路に第2船「フェリーパール」就航。同航路は毎日運航となる。
  - 7月： 神戸 - 大分航路が松山寄港を開始。
  - 9月： 神戸 - 松山 - 大分航路に第3船「フェリールビー」が就航。
- 1971年（昭和46年）1月： 来島どっくが出資し傘下におさめる[1]。
- 1973年（昭和48年）5月：愛媛阪神フェリーより「おくどうご」を用船、（後に購入）神戸 - 松山 - 大分航路に就航。
- 1976年（昭和51年）2月：愛媛阪神フェリーより「おくどうご２」を用船、（後に購入） 神戸 - 松山 - 大分航路に就航。「フェリールビー」は係船。
- 1980年（昭和55年）
  - 7月： 神戸港の発着港を東神戸（青木）から六甲アイランドへ移転。
  - 10月： 神戸 - 大分、松山 - 大分間の一般旅客輸送を開始[2]。
- 1982年（昭和57年）12月：来島どっくより「おくどうご6」「おくどうご8」を用船、 神戸 - 松山 - 大分航路に就航。神戸 - 松山間の一般旅客輸送を開始し、すべての区間で一般徒歩客の乗船が可能になる[1]。
- 1986年（昭和61年）
  - 10月： 神戸 - 松山 - 大分航路に「クイーンダイヤモンド」が就航[1]。「フェリーゴールド」は係船。
  - 11月： 神戸 - 松山 - 大分航路に「フェリーダイヤモンド」が就航[1]。「フェリーパール」は係船。
- 1990年（平成2年）7月
  - 神戸 - 松山 - 大分航路に「ブルーダイヤモンド」が就航[1]。「おくどうご6」は用船解除。
  - 関西汽船や室戸汽船とともに、来島グループ傘下から大阪商船三井船舶（現・商船三井）傘下になる。
- 1991年（平成 3年）2月： 神戸 - 松山 - 大分航路に「スターダイヤモンド」が就航[1]。「おくどうご8」は用船解除。
- 1993年（平成 5年）4月：神戸市六甲アイランドに4階建ての本部ビル「ダイヤモンドフェリービル」（現・フェリーさんふらわあビル）が完成[3]。
- 1995年（平成 7年）7月： 郡中（愛媛県伊予市） - 大分航路に高速船「スピーダー」が就航。
「海の新幹線」と称し両港間を1時間45分で結んだが、利用客は低迷し、年間の赤字が2億円にものぼったという。
- 1997年（平成 9年）： 郡中 - 大分航路（高速船）が別府寄港を開始。
- 1998年（平成10年）
  - 3月： 伊予（郡中） - 別府 - 大分航路（高速船）から撤退[4]。
  - 4月： 愛媛阪神フェリーと共同運航を開始。今治港寄港を開始する。
- 2000年（平成12年） 7月： 愛媛阪神フェリーの航路事業廃止に伴い、同社の航路を承継。
- 2001年（平成13年）10月： 「スターダイヤモンド」に機関故障が発生し長期間運休。代替として2001年9月に航路廃止され係船中だった「さんふらわあ くろしお」を用船するが、大分港に接岸できないことから同年12月中旬まで神戸 - 別府直行便として運航。
- 2003年（平成15年）4月1日： 同じ商船三井グループの関西汽船と業務提携し、上りの第3便（「さんふらわあ こがね」「さんふらわあ にしき」）において大分 - 神戸間で共同運航を開始。「クイーンダイヤモンド」が引退し3隻体制となる。瀬戸内海昼行便が就航する[1]。
- 2005年（平成17年）
  - 4月1日： 関西汽船と「フェリーさんふらわあ共同営業センター」を設立し、共通の窓口営業を開始。これに伴い、各種割引の相互利用が可能になる。
  - 10月1日： 中九州航路に、燃料油価格変動調整制度を設定。
- 2006年（平成18年）
  - 3月1日： 「フェリーさんふらわあ」共通の会員制度「瀬戸内海倶楽部」を発足する。
  - 10月10日： 大分港乗り場が新ターミナルに移転。
- 2007年（平成19年）
  - 7月1日 - ブルーハイウェイライン西日本と経営統合し、大阪 - 志布志航路（南九州航路）を承継。
  - 11月21日 - 「さんふらわあ ごーるど」が、大阪 - 別府間の関西汽船運航便に就航[1]。これに伴い関西汽船の「さんふらわあ こがね」がダイヤモンドフェリー運航航路へ移り、「フェリーダイヤモンド」は引退。
- 2008年（平成20年）
  - 1月16日： 「さんふらわあ ぱーる」「さんふらわあ ごーるど」が中九州航路の直行便に就航[1]。寄港便は関西汽船運航便と統合し上下1便ずつに集約のうえ昼行便を廃止、合計6隻に減船し「スターダイヤモンド」が引退。
  - 2月7日： 「さんふらわあ こがね」がダイヤモンドフェリー運航船として就航し、ファンネルマークがダイヤモンドフェリーの「Dマーク」に変更される。この日の大分発寄港便をもって「ブルーダイヤモンド」が引退[1]。
  - 3月1日： 志布志港から鹿児島市内への徒歩乗船客向けに、志布志港 - 鹿児島市内にシャトルバスの運行を開始。
  - 3月： 関西汽船との共通会員組織「瀬戸内海倶楽部」を解消し、新たにダイヤモンドフェリー独自の会員組織として「ダイヤモンドフェリー瀬戸内海倶楽部」を発足。
  - 4月1日： 南九州航路のダイヤ改定を実施し、各港の出港時刻の繰り上げと入港時刻の繰り下げが行われる。
  - 4月21日： 関西汽船とともに中九州航路のダイヤ改定を実施し、ほとんどの便で出航時間の10分繰り上げもしくは入港時間の10分繰り下げが行われる。
  - 7月8日： 中九州航路の大阪南港での発着埠頭を、南港フェリーターミナルから南港コスモフェリーターミナルに変更。
- 2009年（平成21年）
  - 6月1日： 今治港への寄航を廃止[1]。寄航便の六甲への寄航を廃止したほか、大阪南港の到着埠頭を南港コスモフェリーターミナルから南港フェリーターミナルに変更。
  - 10月23日： 同じ商船三井完全子会社の関西汽船株式会社とともに株式移転を実施し、運航会社の親会社となる株式会社フェリーさんふらわあを設立。これにより同社の完全子会社になるとともに営業部門を業務委託する。
- 2010年（平成22年） 2月1日： 関西汽船と共同運航の寄港便を廃止する[1]。
- 2011年（平成23年）10月1日： 関西汽船とともにフェリーさんふらわあに合併し解散[1]。

## 航路

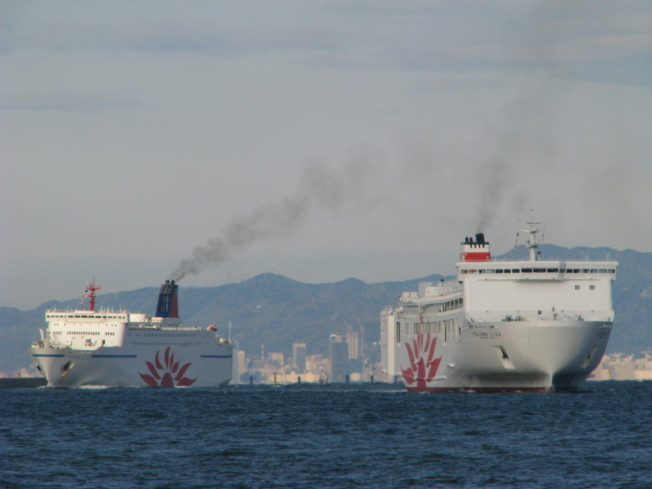
大阪南港に入港するダイヤモンドフェリーのさんふらわあ（左：初代きりしま、右：ごーるど）

会社合併時点（2011年9月30日）の状況を記述する。
中九州航路
- 神戸港（六甲アイランド） - 大分港

南九州航路（旧・ブルーハイウェイライン西日本）
- 大阪南港（かもめフェリーターミナル） - 志布志港
ブルーハイウェイライン西日本と合併後、これまでに2007年7月、同10月、2008年1月、同6月の4回にわたって運賃値上げが行われている。

過去の航路
- 神戸港 - 松山港 - 大分港（1970年 - 1997年）
- 郡中港 - 大分港（1995年 - 1997年 高速船航路）
- 郡中港 - 別府港 - 大分港（1997年 - 1998年 高速船航路）
- 神戸港 - 今治港 - 松山港 - 大分港（1998年 - 2008年）
- 大阪南港 - 神戸港 - 今治港 - 松山港 - 大分港（2008年 - 2010年 関西汽船との共同運航）

## 船舶

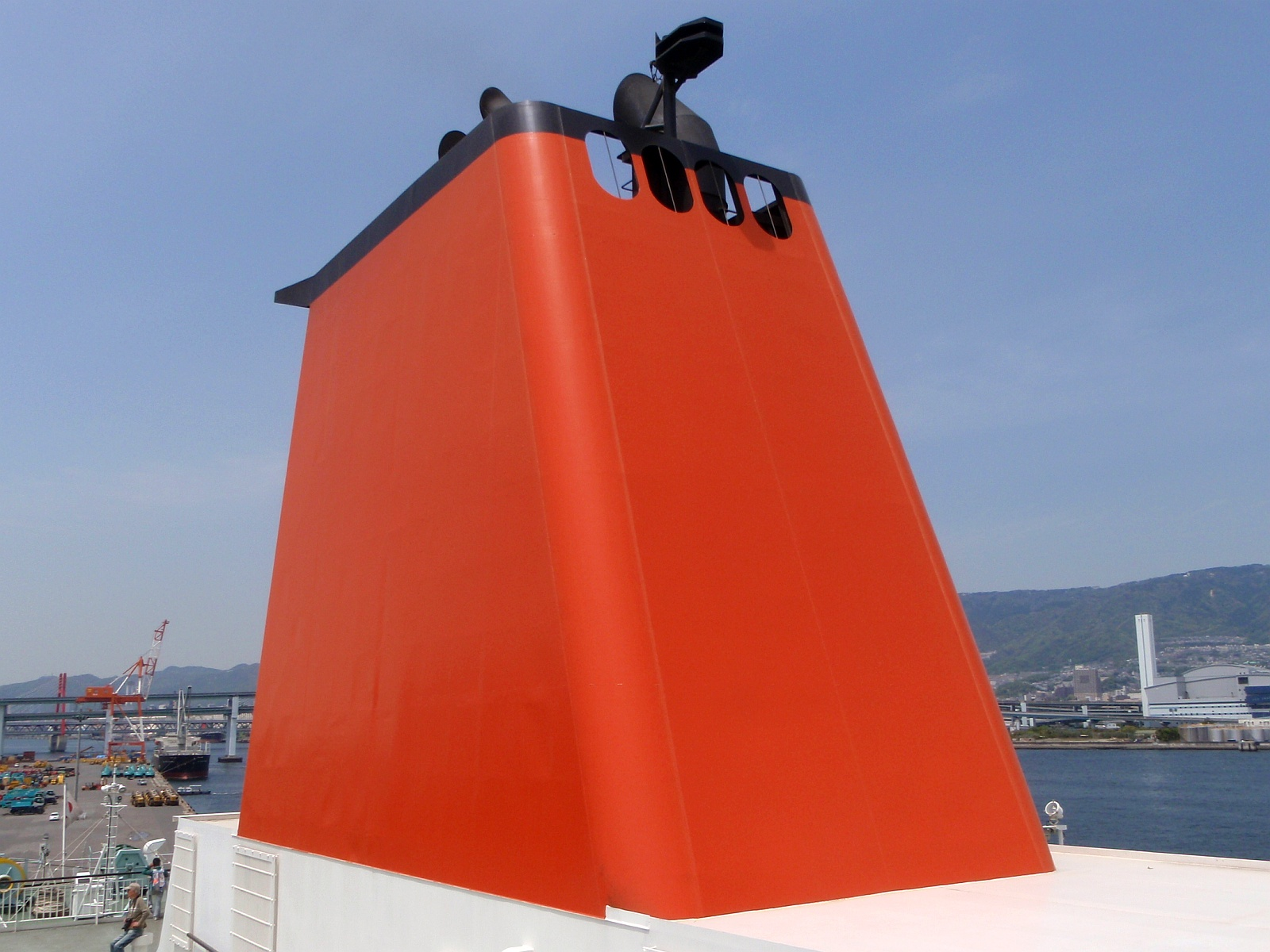
ファンネルマーク

※会社合併時点（2011年9月30日）の状況を記述する。
ファンネルマークは、かつては会社の頭文字をあしらったものが使用されていたが、営業部門がフェリーさんふらわあへ統合されたことに伴い、「さんふらわあレッド」と呼ばれる太陽マークの太陽部分の赤色に変更された。
船体塗装は、合併前からダイヤモンドフェリーが運航していた現在の中九州航路で運航していた船舶は、白地の塗装にダイヤモンドフェリーのシンボルともいえる「ダイヤモンドをつけたイルカの絵」が描かれていたが、2007年11月に就航した新造船は当初から「さんふらわあ塗装」となった。現在の南九州航路は旧会社時代から「さんふらわあ塗装」となっていたが、青帯の有無など多少の差異がある。

### 会社合併時点で運航中の船舶

#### 中九州航路

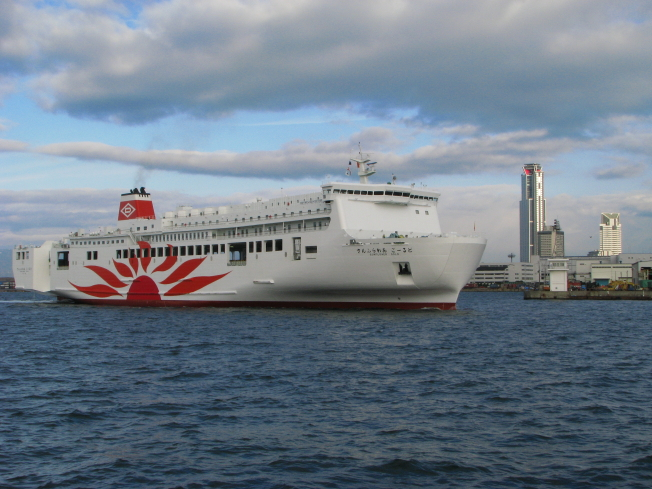
さんふらわあ ごーるど - 大阪南港

共通設計の「さんふらわあ ごーるど」「さんふらわあ ぱーる」が就航している。
共通の要目
11,380総トン。全長165.5m、幅27.0m、出力24,480馬力、航海速力23.2ノット。
旅客定員780名。車両積載数：トラック147台・乗用車75台。三菱重工業下関造船所建造。
船舶ごとの要目
- さんふらわあ ごーるど
2007年7月3日進水、同年11月21日就航。船名は一般公募されたが、結果的に伝統的な名前が踏襲された。就航当初（2008年1月16日まで）は関西汽船運航便の下り直行便・上り寄港便に、関西汽船の「さんふらわあ にしき」と交互に就航していた。
- さんふらわあ ぱーる
2007年9月11日進水、2008年1月16日就航。船名は一般公募されたが、結果的に伝統的な名前が踏襲された。

ギャラリー
全て「さんふらわあ ぱーる」の画像。

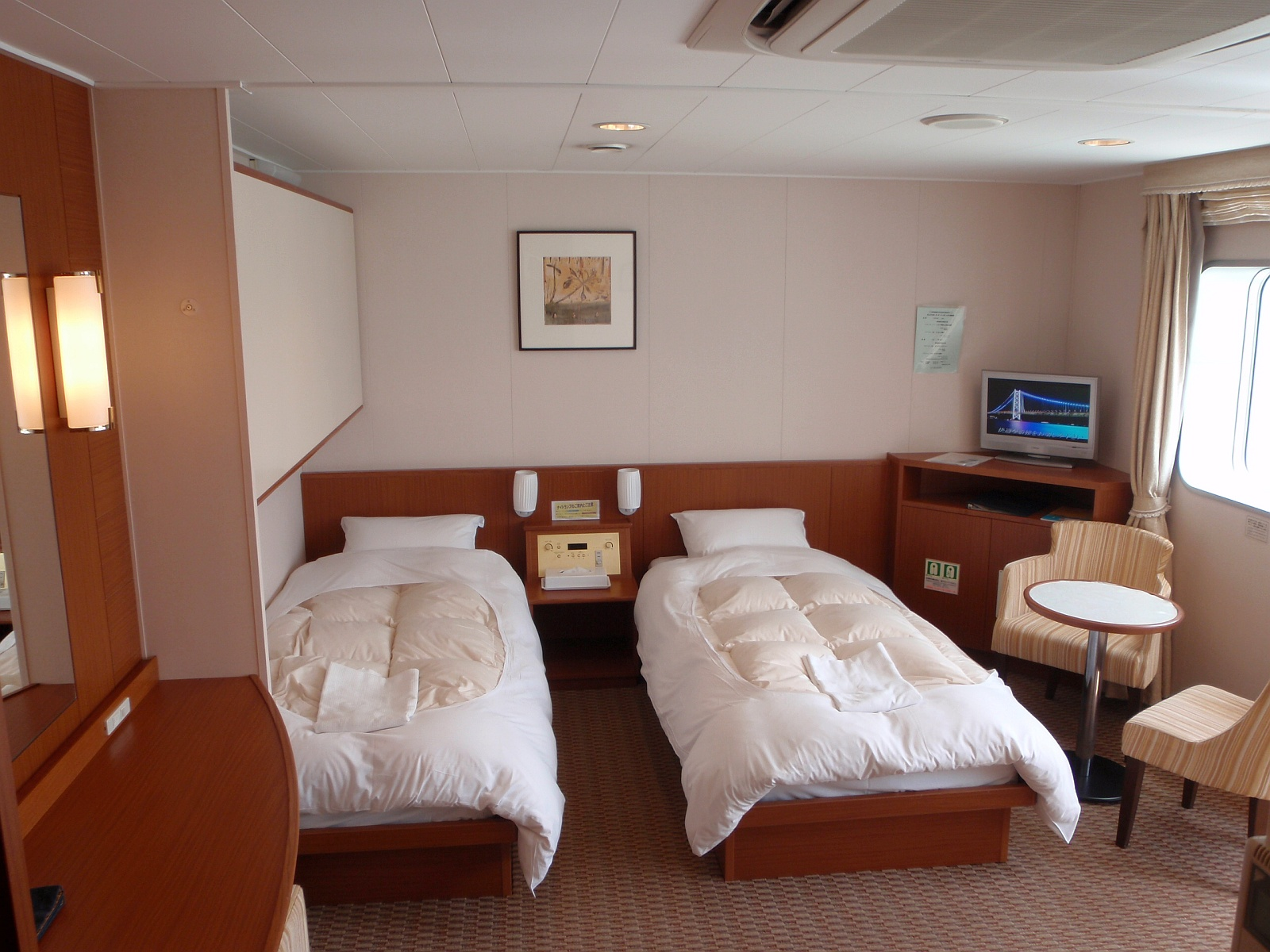
デラックス（寝室）
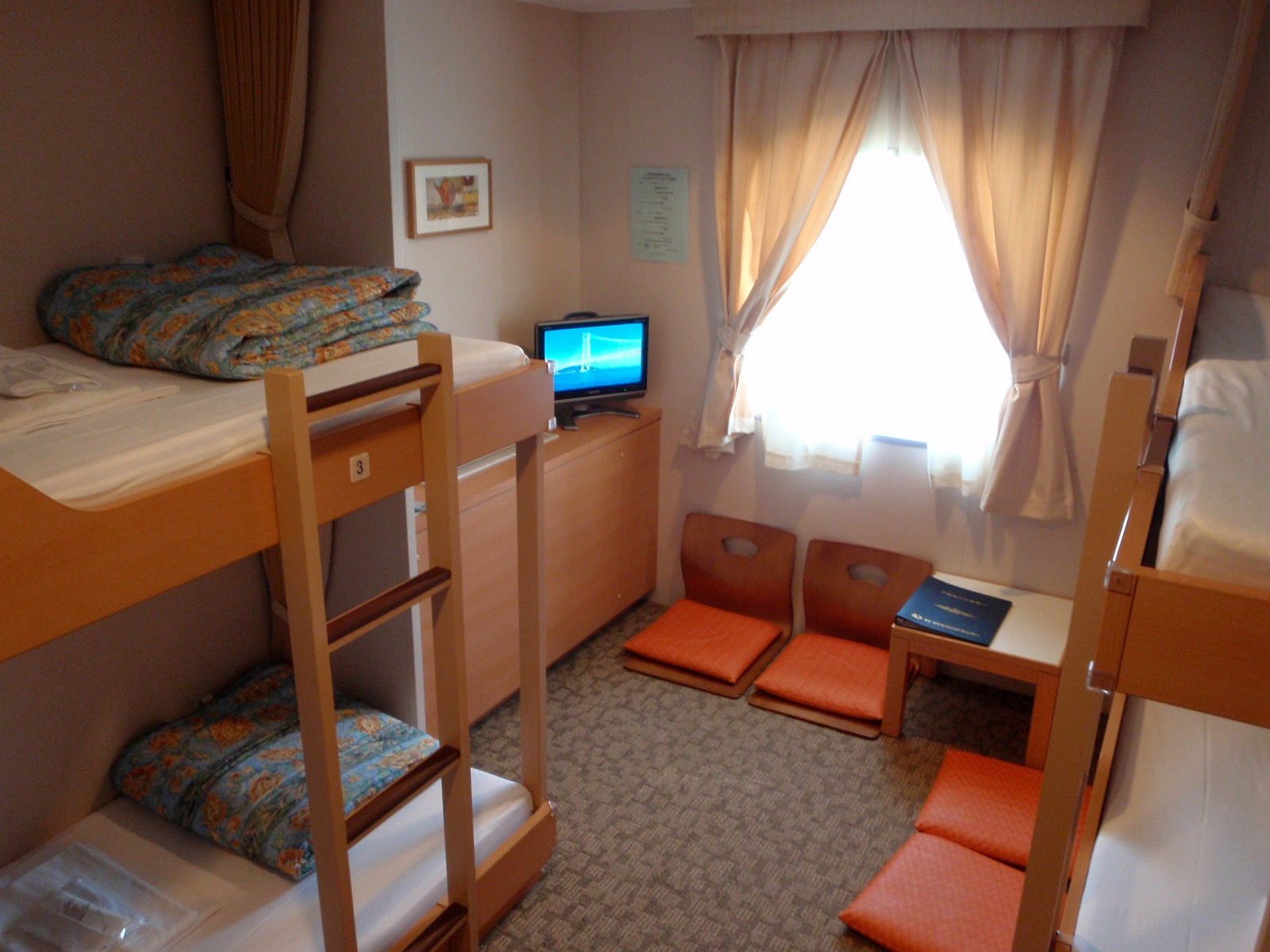
スタンダード（4名室）
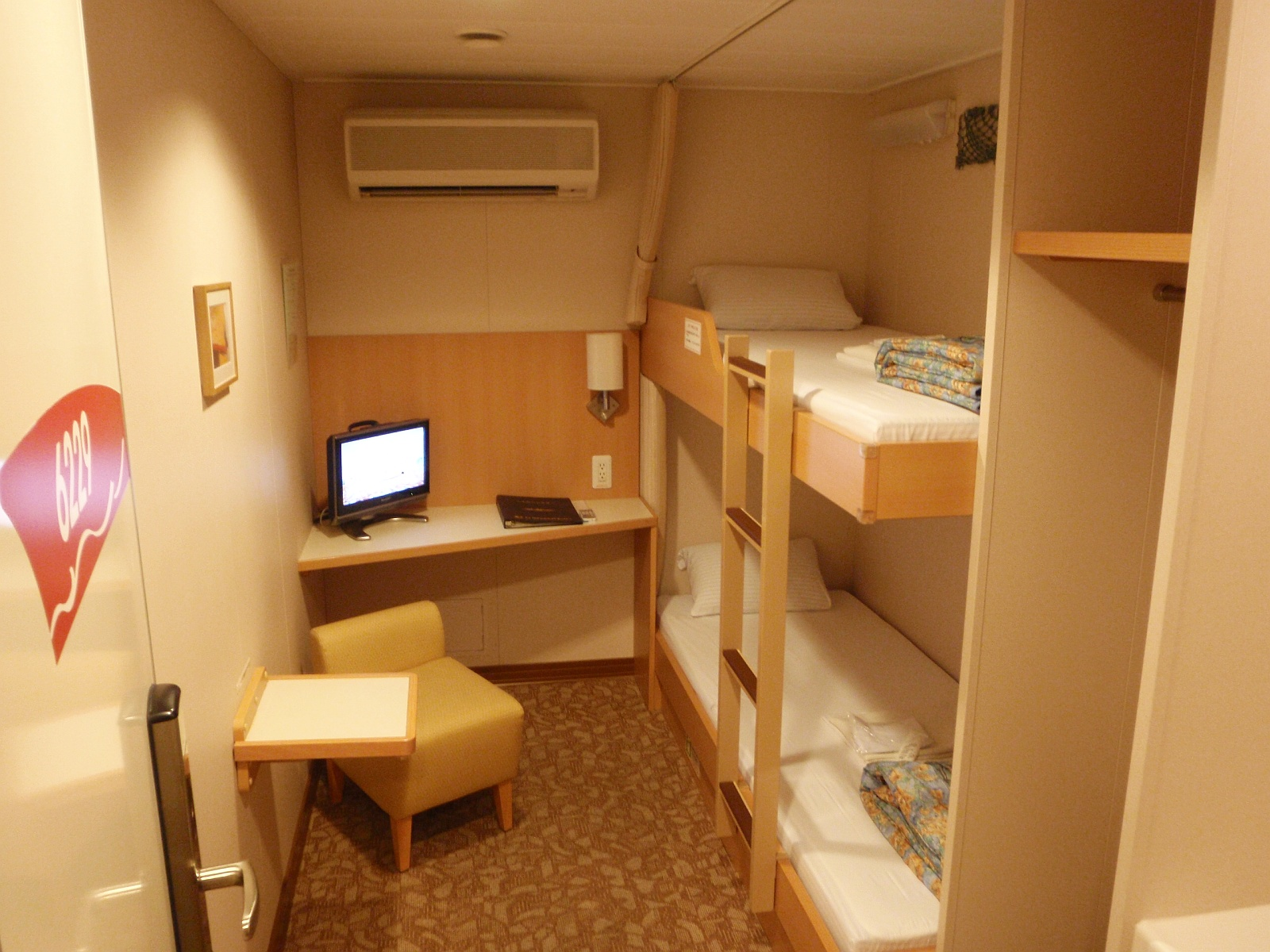
スタンダード（2名室）
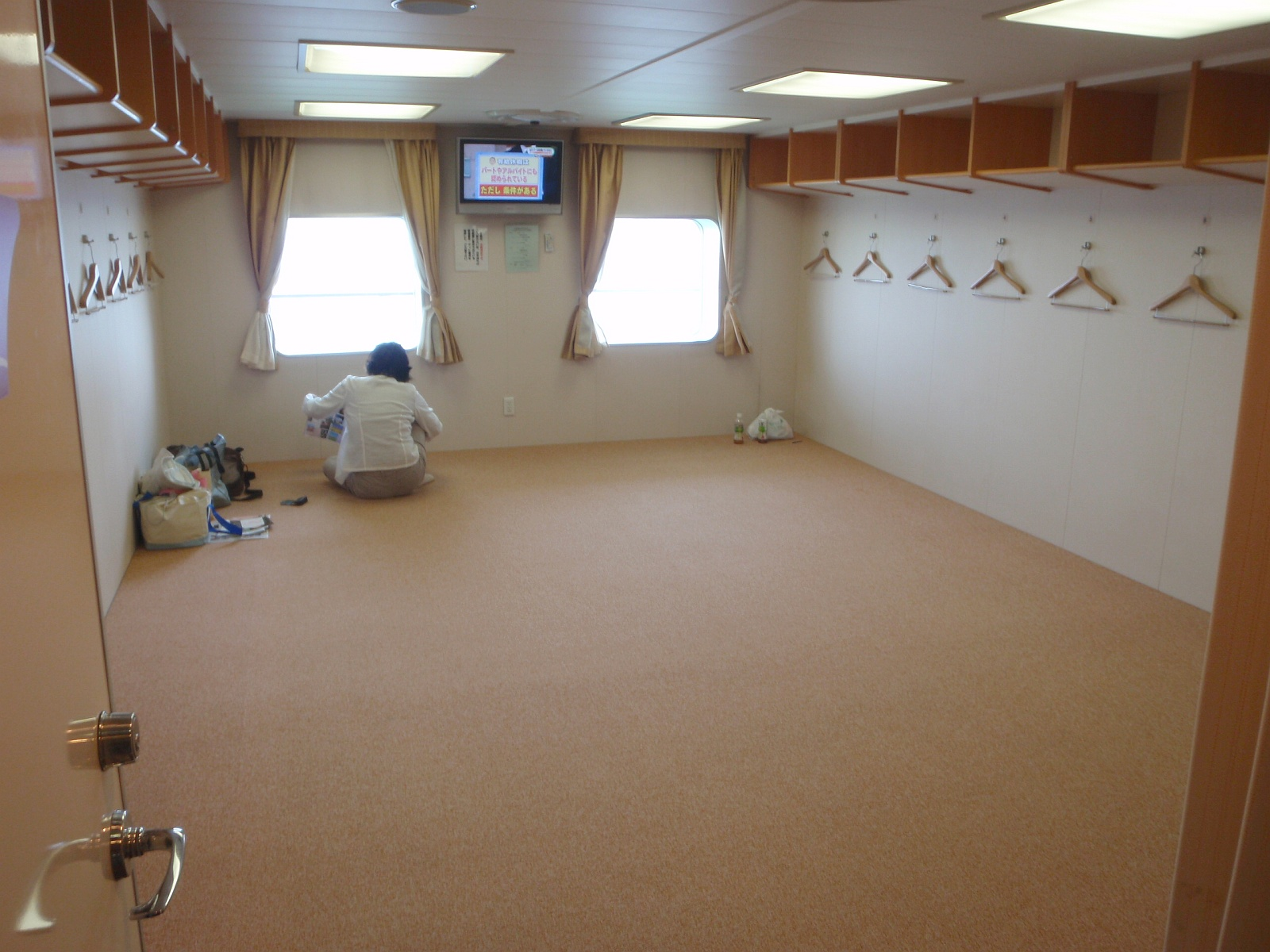
ツーリスト
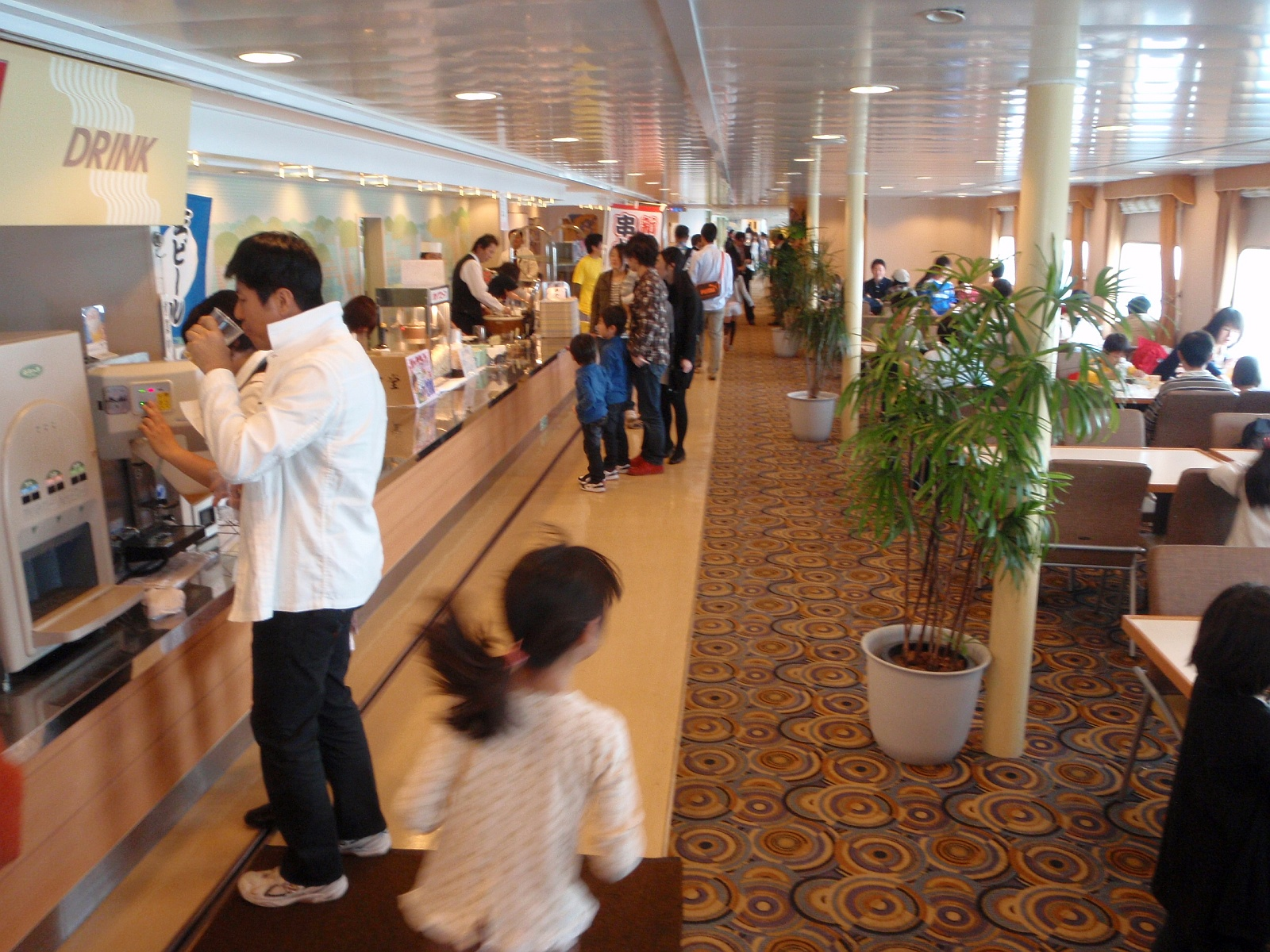
レストラン
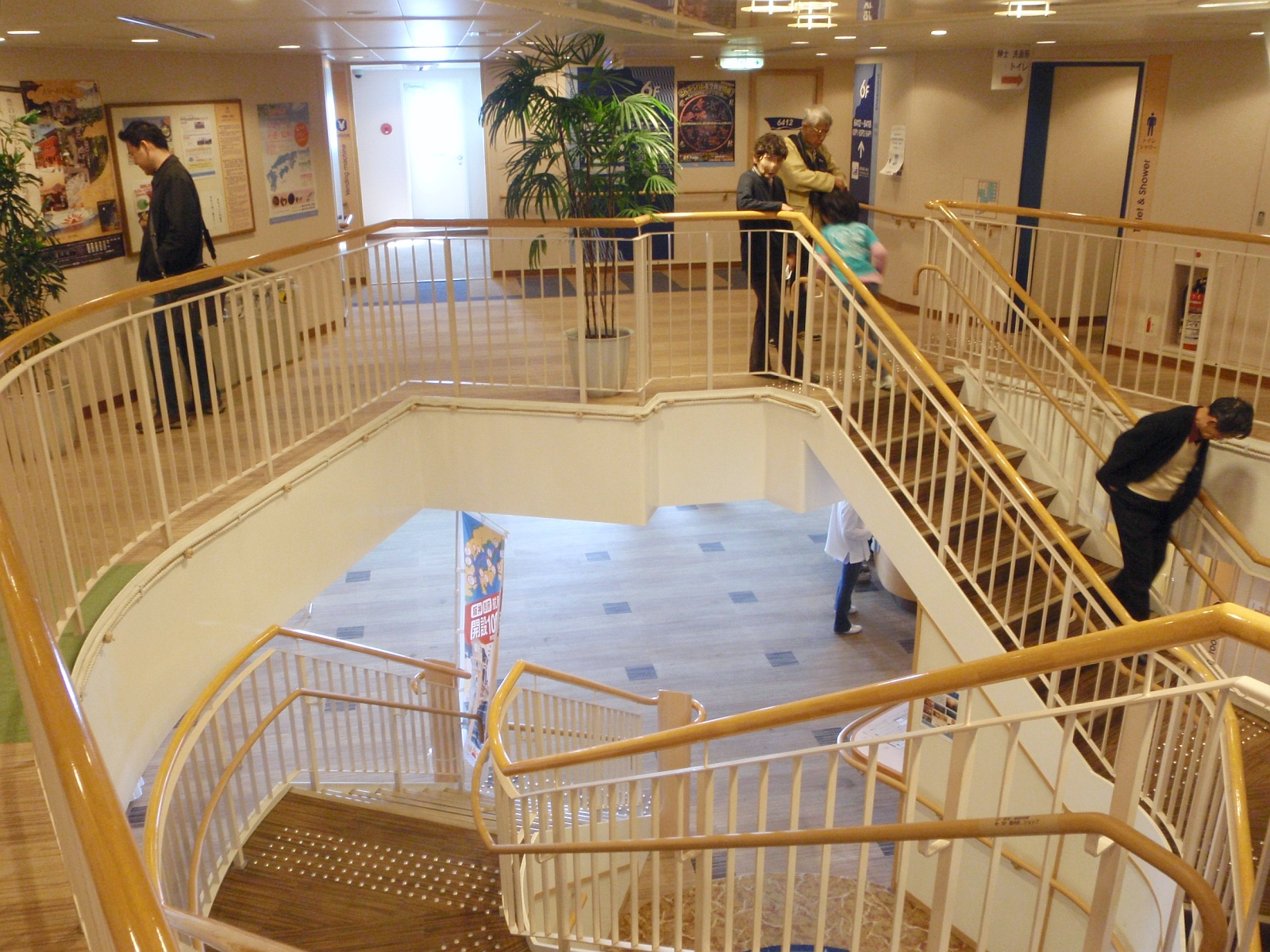
船内通路
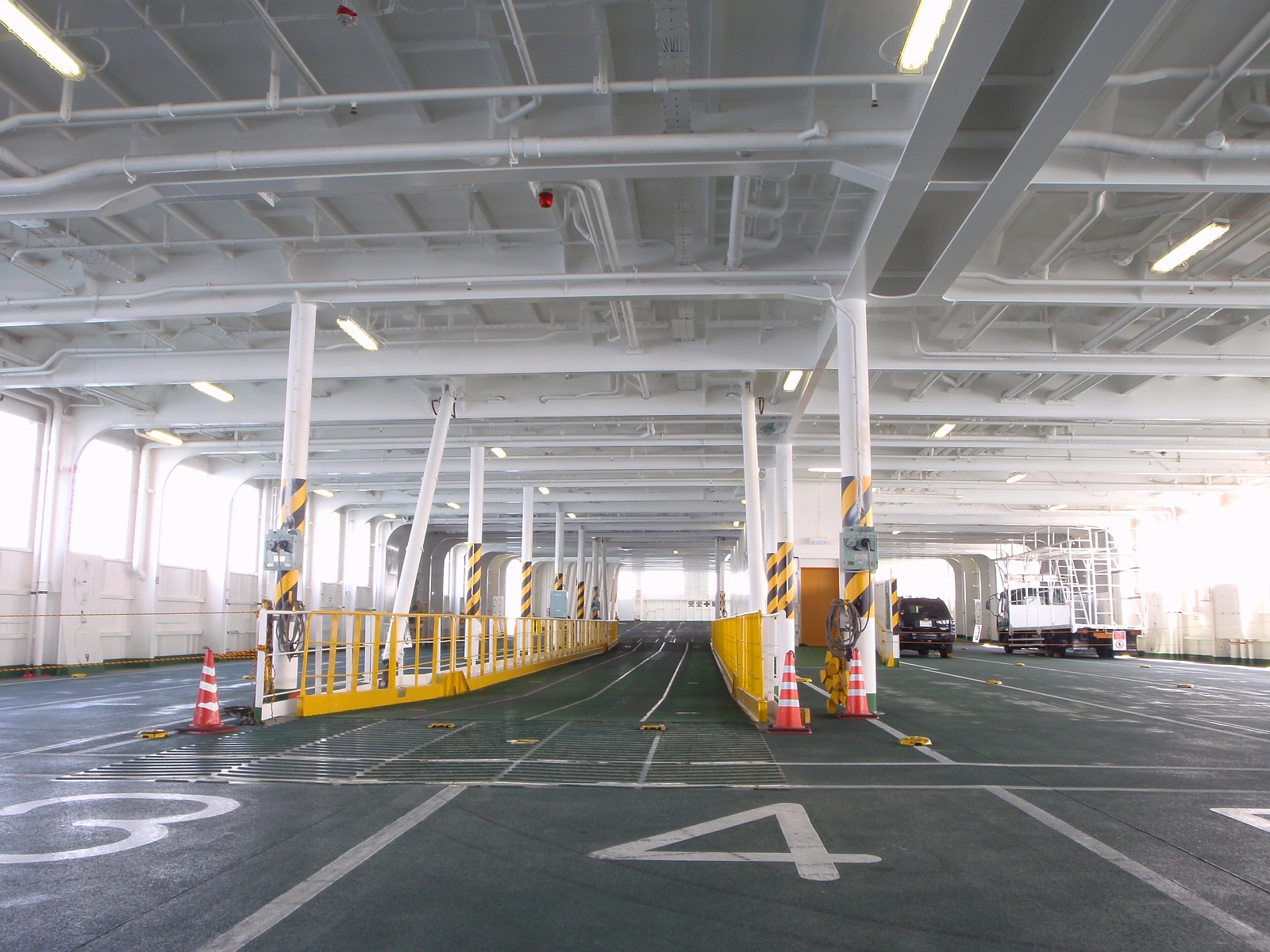
車両甲板
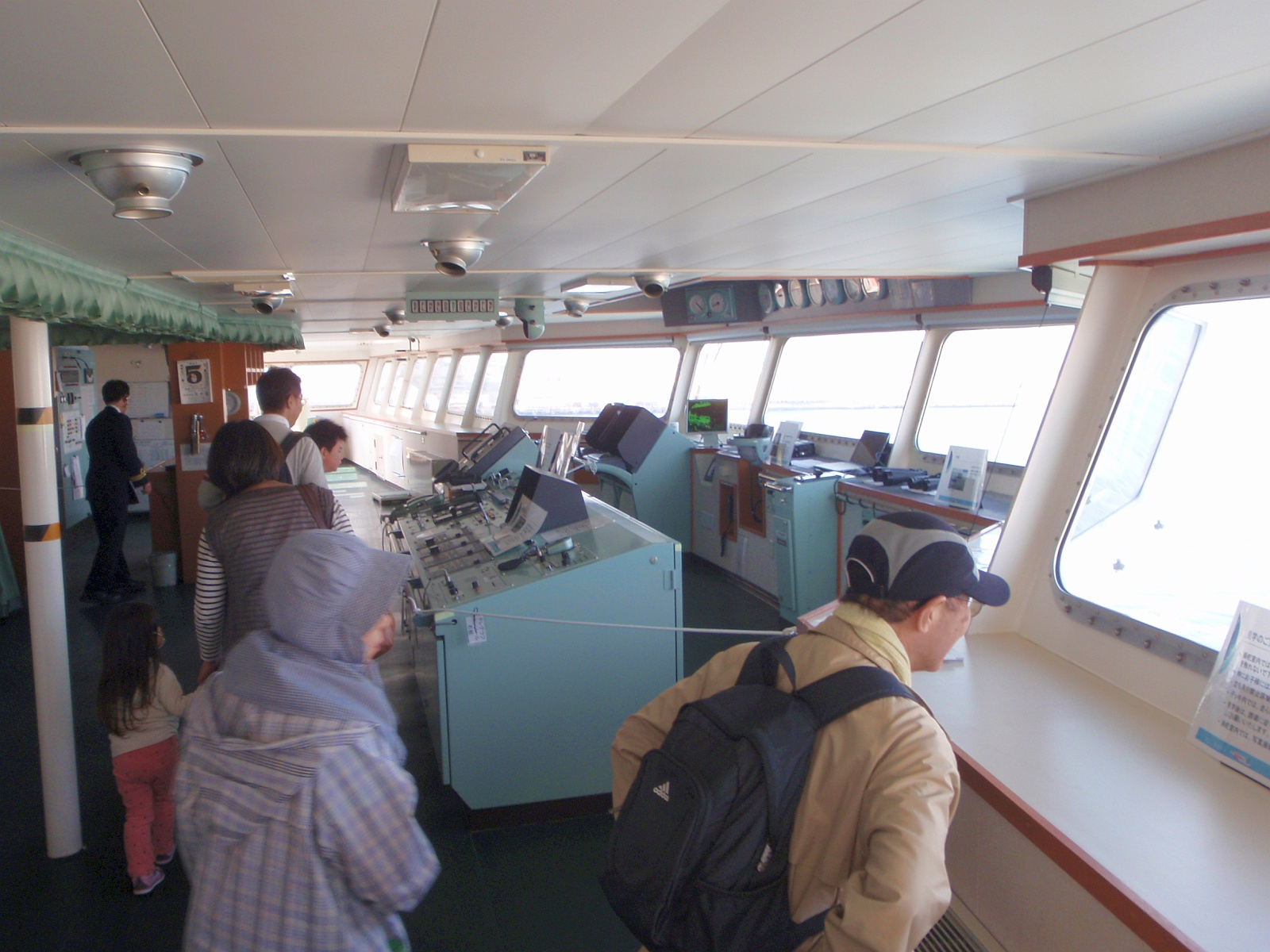
船橋

#### 南九州航路

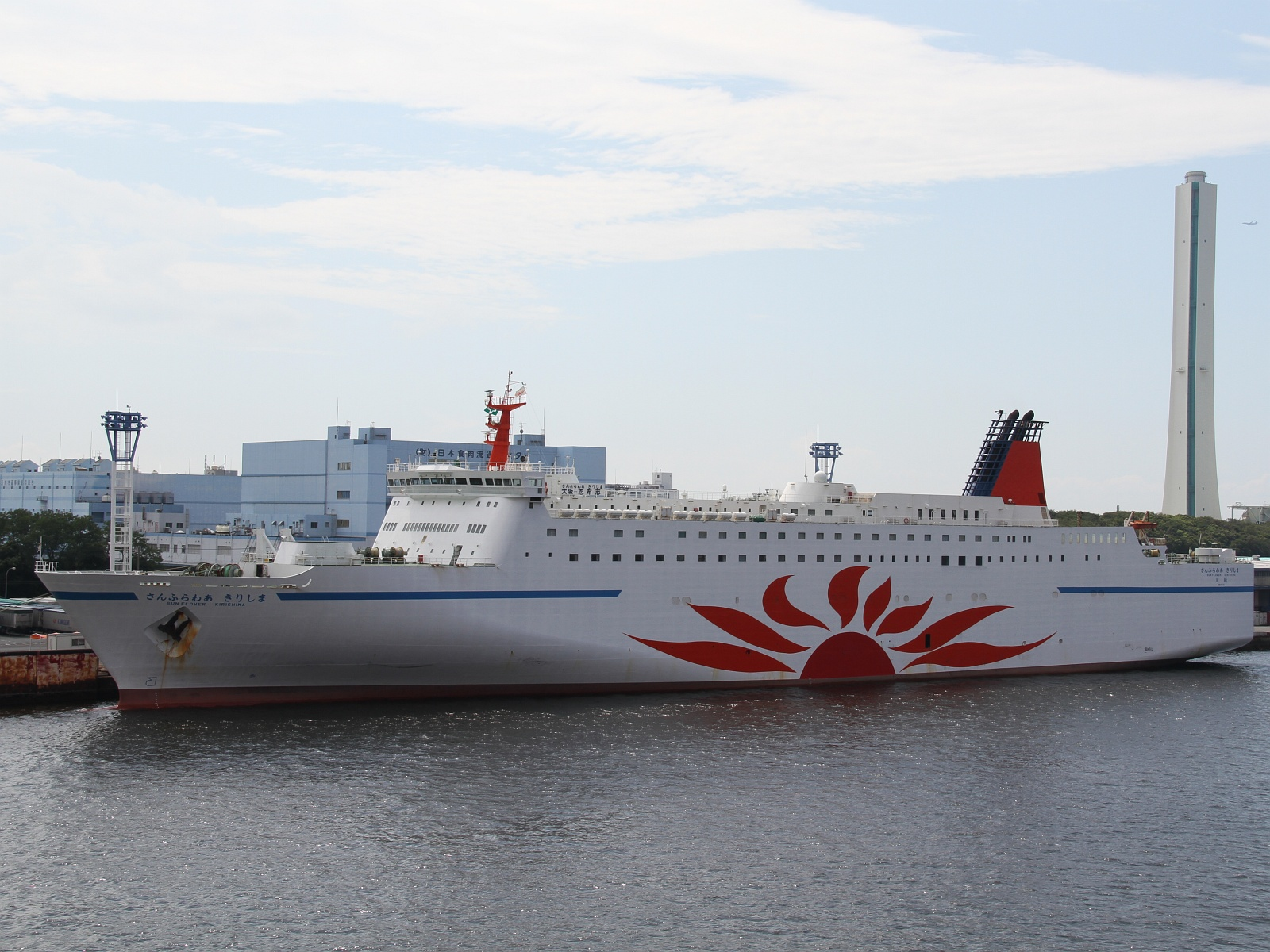
初代さんふらわあ きりしま - 大阪南港

- さんふらわあ さつま (2代)
1993年3月15日竣工、同月24日就航。12,418総トン、全長186m、幅25.5m、出力25,200馬力、航海速力23ノット。
旅客定員782名。車両積載数：トラック175台・乗用車140台。三菱重工業下関造船所建造。
船籍港は以前は東京だったが、現在は大阪に変更されている。
- さんふらわあ きりしま (初代)
1993年8月26日就航。12,418総トン、全長186m、幅25.5m、出力34,200馬力、航海速力24.7ノット。
旅客定員782名。車両積載数：トラック175台・乗用車140台。三菱重工業下関造船所建造。
船籍港は以前は東京だったが、現在は大阪に変更されている。

### 過去に運航していた船舶

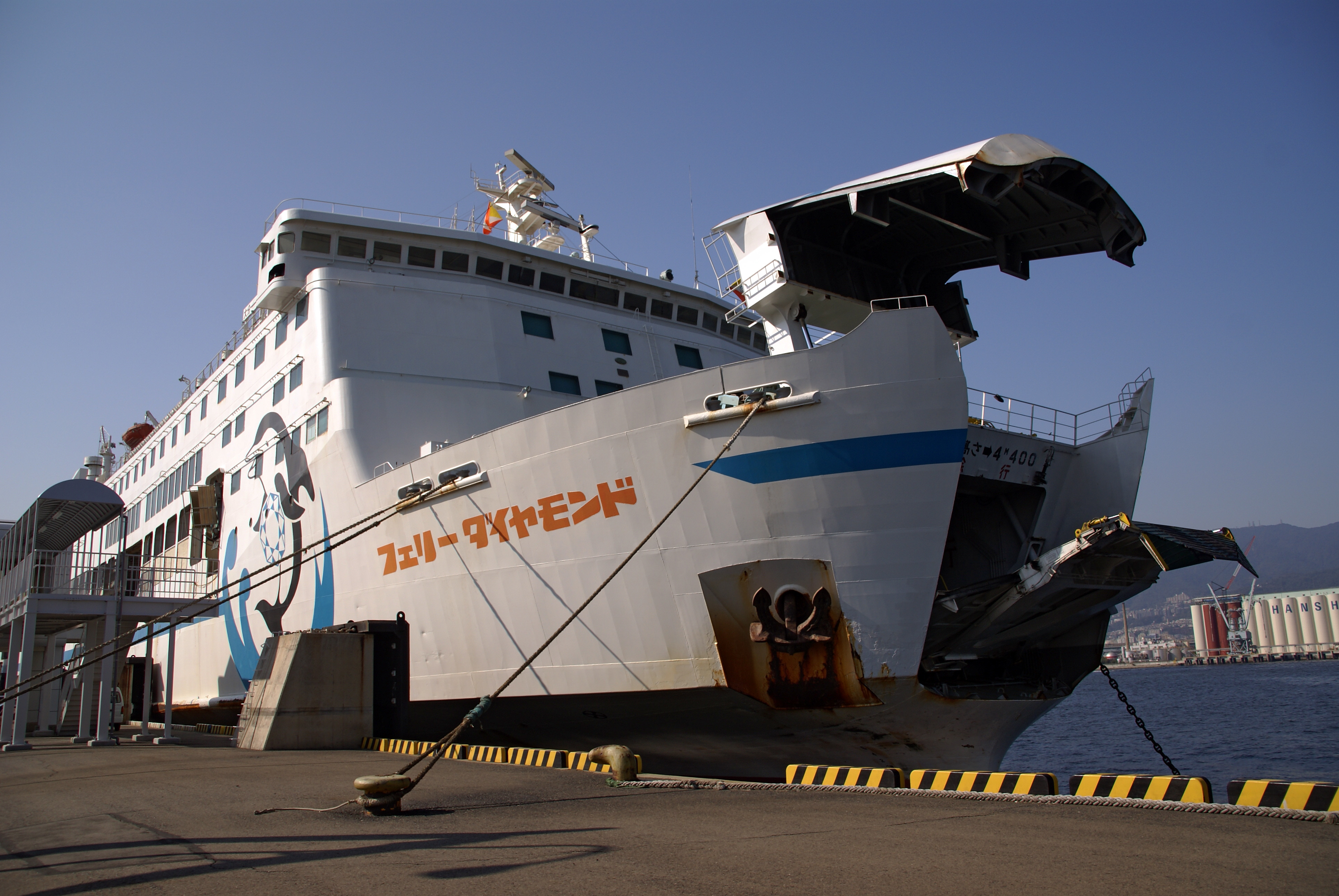
フェリーダイヤモンド - 神戸港

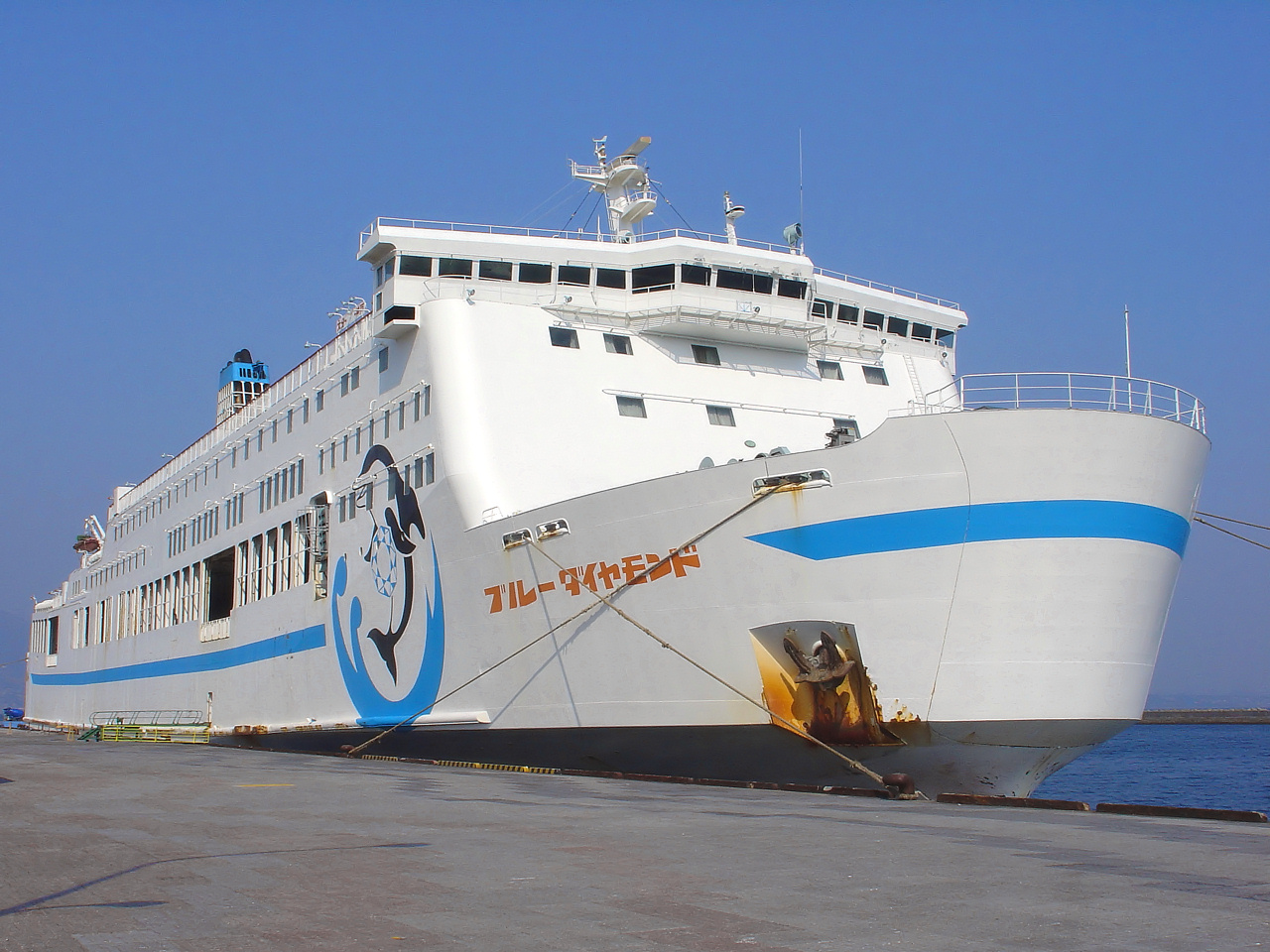
ブルーダイヤモンド - 別府港

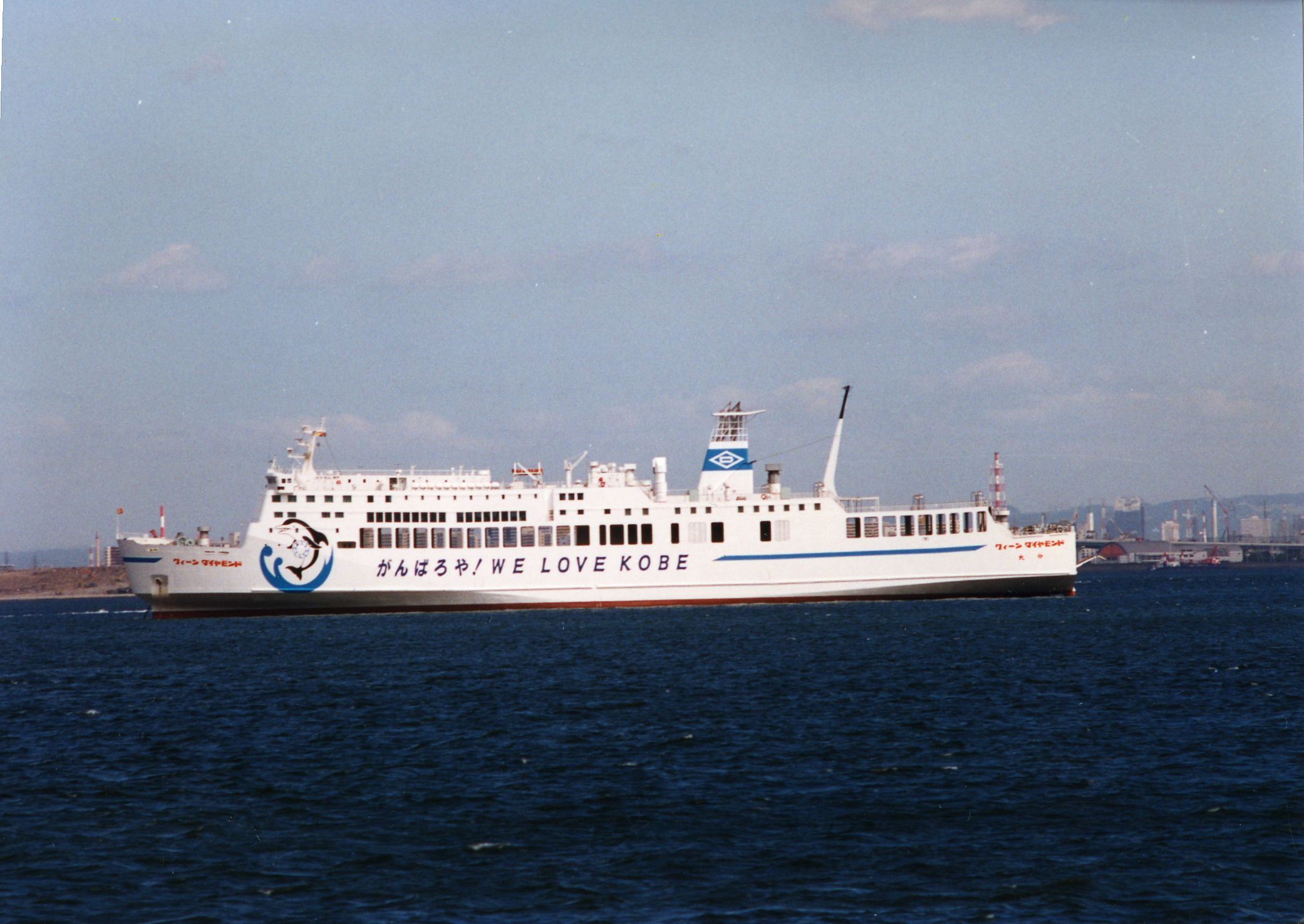
クイーンダイアモンド - 神戸港

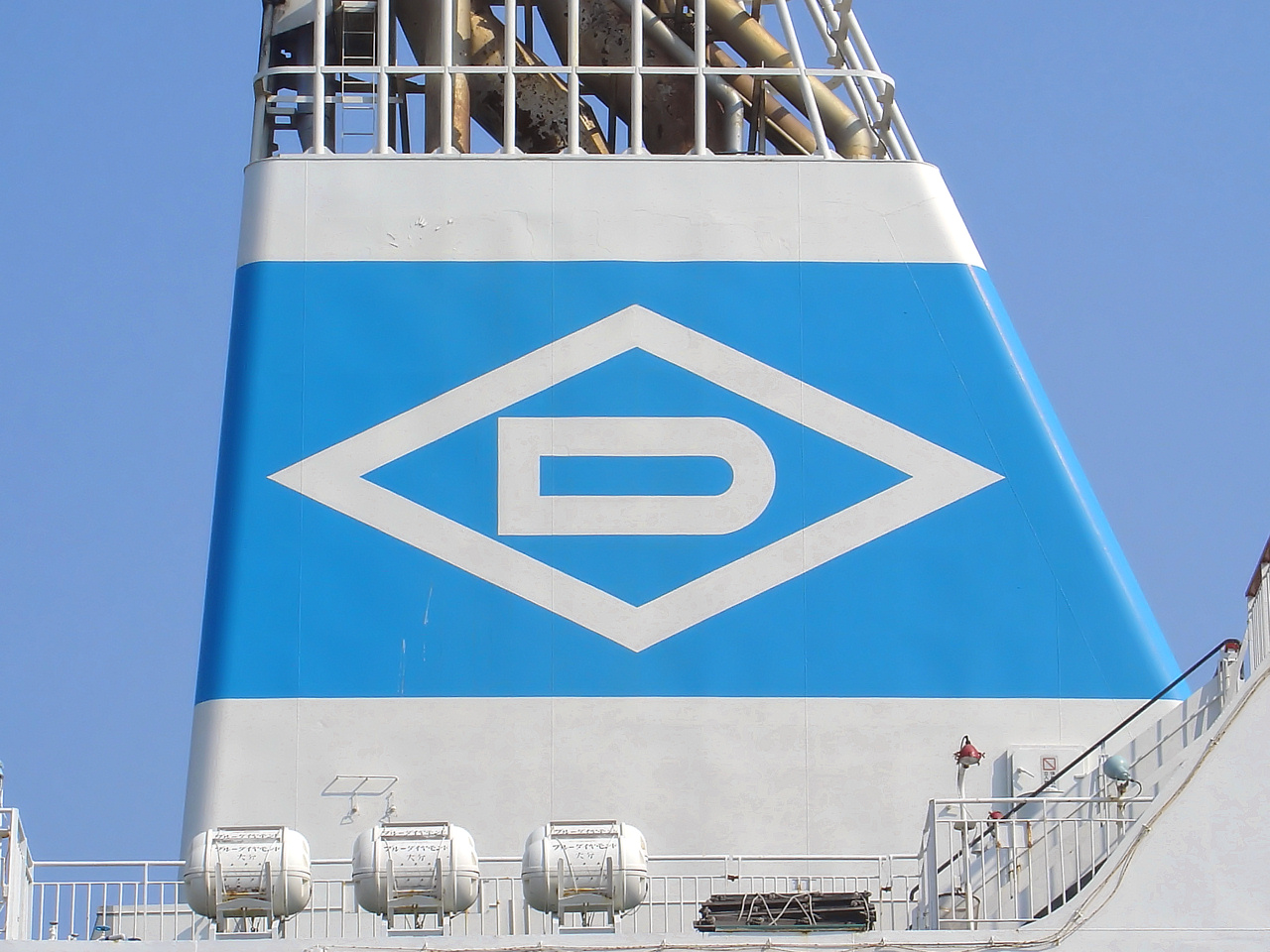
かつてのファンネルマーク

- フェリーゴールド
3,988総トン、全長117.5m。
林兼造船下関造船所建造。
「フェリーダイヤモンド」就航（1986年11月）に伴い日本国外に売却。
- フェリーパール
4,084総トン、全長117.5m。
林兼造船下関造船所建造。
「クイーンダイヤモンド」就航（1986年10月）に伴い日本国外に売却。
- フェリールビー
4,619総トン、全長117.5m。
尾道造船尾道造船所建造。
「おくどうご2」就航（1976年2月）に伴い予備船となる。「おくどうご6」「おくどうご8」就航（1982年12月）に伴い日本国外に売却。
- おくどうご
4,440総トン、全長118.9m。
高知重工建造。
  - 1973年5月、愛媛阪神フェリーより用船し後に購入。「おくどうご6」「おくどうご8」就航（1982年12月）に伴い係船。
- おくどうご2
4,851総トン、全長118.9m。
高知重工建造。
  - 1976年2月、愛媛阪神フェリーより用船し後に購入。「おくどうご6」「おくどうご8」就航（1982年12月）に伴い係船。
- おくどうご6
6,379総トン、全長135.1m。
神田造船所建造。
1982年12月就航。元・広島グリーンフェリー「グリーンエース」。「ブルーダイヤモンド」就航（1990年7月）に伴い係船。
- おくどうご8
6,135GT、全長137m。
神田造船所建造。
1982年12月就航。元・広島グリーンフェリー「グリーンアーチ」。「スターダイヤモンド」就航（1991年2月）に伴い係船。
- クイーンダイヤモンド
9,023総トン、全長150.8m、幅25.0m、出力25,200馬力、航海速力23ノット。
旅客定員942名。車両積載数：トラック105台・乗用車50台。
関西汽船との共同運航開始（2003年4月）に伴い、海外へ売船。Sea World Express Ferry（韓国）の「ニューシーワールド高速フェリー号」として、木浦 - 済州島間で就航中。塗装はダイヤモンドフェリー時代の印象が残っており、特徴的なイルカマークはそのまま残されている。[5]。
- さんふらわあ くろしお
9,723総トン、全長160m、航海速力22.7ノット。
三菱重工下関造船所建造。
1997年7月、ブルーハイウェイライン（東京 - 高知航路）就航。2001年9月の航路廃止後、2001年10月から12月まで「スターダイヤモンド」の機関故障に伴う代替船として就航。後に日本国外へ売船され、2002年4月よりパンスターフェリー（韓国）の「パンスター ドリーム」（PANSTER DREAM・パナマ船籍）として就航中。
- スピーダー（高速船）
375総トン、全長43.4m、機関出力2,720馬力×4基、最高速力42.5ノット、航海速力39ノット。
旅客定員331名。オースタル社（オーストラリア）建造
1998年3月の航路廃止に伴い、日本国外（メキシコ）に売却。
- フェリーダイヤモンド
1986年4月竣工、同年11月30日就航、1987年改造。9,023総トン、全長150.9m、幅25.0m、出力25,200馬力、航海速力23.0ノット（最大24.9ノット）。
旅客定員942名。車両積載数：トラック105台・乗用車50台。来島どっく大西工場建造。
「さんふらわあ ごーるど」就航（2007年11月21日）に伴い引退。
- スターダイヤモンド
1990年2月竣工、1991年2月5日就航。9,463総トン、全長150.9m、幅25.0m、出力25,200馬力、航海速力23.0ノット（最大24.9ノット）。
旅客定員942名。車両積載数：トラック105台・乗用車50台。新来島どっく大西工場建造。
「さんふらわあ ぱーる」就航（2008年1月16日）に伴い引退。現 2GO Ferryの「ST.FRANCIS XAVIER」として、マニラ - バコロド(フィリピン) 間に就航中。
- ブルーダイヤモンド
1989年11月竣工、1990年7月23日就航。9,463総トン、全長150.9m、幅25.0m、出力25,200馬力、航海速力23ノット（最大24.7ノット）。
旅客定員942名。車両積載数：トラック105台・乗用車50台。新来島どっく大西工場建造。
中九州航路の減便および「さんふらわあ こがね」の関西汽船からの移籍に伴い引退。
- さんふらわあ こがね
1992年8月3日就航。9,684総トン、全長150.9m、幅25.0m、出力25,200馬力、最高速力24.7ノット、航海速力22.1ノット。
旅客定員942名、乗組員55名。車両積載数：トラック100台・乗用車60台。カナサシ豊橋工場建造。
2007年11月21日よりダイヤモンドフェリー運航便に就航（関西汽船のさんふらわあ にしきと交互に就航）。関西汽船所属の船舶だったが、2008年2月1日にドック入りし、この日をもってダイヤモンドフェリー船籍となる。ファンネルマークを「Dマーク」に変更のうえ、同年2月7日よりダイヤモンドフェリー運航船となった。
2010年2月、中九州航路寄港便廃止に伴い、引退。

## 各種割引制度
- 会社合併時点（2011年9月30日）の状況を記述する。
- 特記なき場合は全等級利用可能だが、各種割引を重複しての適用は不可。トラックは軽トラックを含め往復割引を除くすべての割引が適用できない。なお、中九州航路と南九州航路は各種割引の相互利用ができないほか、予約業務も別個に行っている。

中九州航路（神戸 - 大分・関西汽船大阪 - 別府航路）
2005年4月の「フェリーさんふらわあ共同営業センター」発足に伴い、関西汽船との間で割引制度の統一が行われ、各種割引は相互の利用が可能になった。
- インターネット割引 - 20%割引（繁忙期（年末年始・ゴールデンウィーク・お盆）は予約は可能だが適用は不可）
予約期間は2ヶ月前の同一日（当日が日曜・祝日の場合は翌日）から乗船日前日の出港24時間前まで。インターネット割引よりも割引率の高い割引を利用したい場合は、乗船日当日に窓口へ申告すれば変更が可能。
- 往復割引 - 往路の乗船日から2週間以内に往復する場合、復路運賃が40%割引となる。
復路が往路より上等級であっても適用可能である。また、復路の乗船日が繁忙期にかかる場合は復路運賃が10%割引となる（復路の割引であるため、往路の乗船日は関係ない）。
- 学生割引 - 30%割引（繁忙期は20%割引）
各等級の旅客運賃のほか、ドライバー本人が運転する場合に限り、バイク・乗用車などの車両にも学生割引が適用できる。
- シルバー割引 - 20%割引（繁忙期は適用不可）
旅客運賃のみに適用され、車両は対象外だが、等級差額には適用可能。またドライバー本人がJAF会員の場合は車両運賃にJAF会員割引を併用可能。
- JAF会員割引 - 10%割引（通年）
会員証所持のドライバー本人と同乗者全員に適用。繁忙期を含めたすべての期間で利用可能だが、二輪車については会員本人のみに適用され、同乗者は対象外である。[6]
- 身体障害者割引、知的障害者割引、精神障害者割引 - 50%割引（適用対象の詳細は公式サイトを参照）
第1種の手帳を所持している場合は全等級本人と介護者1名が5割引となり、乗用車がある場合は車両運賃も5割引となるが、二輪車は適用外である。第2種の手帳を所持している場合は本人のみが割引対象となるが、割引できる等級は2等・ツーリスト・2等寝台・スタンダードのみとなり、車両運賃と1等以上の等級は割引対象外である。
- 団体割引

南九州航路（大阪 - 志布志航路）
割引対象は旅客および6m未満の車輌のみ。シーズン別運賃は導入していないが、繁忙期の期間には、期日を限定して大阪発の下り便と志布志発の上り便に、通常期よりも割高となる「繁忙期運賃」が設定されている。設定日は曜日の配列などにより毎年異なっている。
- インターネット予約割引 - 10%割引（繁忙期は利用不可）
- 復路割引 - 40%割引（繁忙期は10%割引）
- シルバー割引 - 20%割引（繁忙期は適用不可）
- 学生割引 - 20%割引（2等、2等寝台のみ。乗用車、バイク、自転車のみ適用）
- 身体障害者割引、知的障害者割引、被救護者割引 - 50%割引（適用対象は公式サイトを参照）
- 勤労青少年割引 - 20%割引（2等、2等寝台のみ）
- 一般団体割引
  - 15名以上 - 10%割引（繁忙期は利用不可）
  - 50名以上 - 15%割引（繁忙期は利用不可）
  - 100名以上 - 20%割引（繁忙期は利用不可）
- 学生団体割引 - 30%割引（繁忙期は利用不可。2等、2等寝台のみ）
- 九州ラウンド割引 - 復路が10%割引（利用不可の期間あり）
- 会員割引（JAF会員、TS3、リロクラブ、船割サービス、THRU WAYカード、えらべる倶楽部）

### ダイヤモンドフェリー瀬戸内海倶楽部
2008年3月に発足した、ダイヤモンドフェリー、関西汽船の中九州航路利用者向け会員制度。入会金1,000円を支払えば会員証が発行され、以降は乗船手続き時に会員証を窓口に提示すれば、所定の割引を何回でも受けることができるx乗船時に申込を行う場合は事前の予約が必要。継続手続きは有効期限1年間の経過後、次の乗船時に新たに1,000円を支払えばよい。南九州航路（大阪 - 志布志）および関西汽船の小倉航路（小倉 - 松山）、小豆島季節便（大阪 - 坂手）では使用できない。
カードの利用は会員本人に限られるが、会員本人のほかに同乗者がいる場合は、記名本人を含めて同時に5名まで利用可能。他の割引との併用は不可。また、繁忙期の利用制限や割引率が変更される期間がある。